# Giulio Cesare Begni
Giulio Cesare Begni (Pesaro, 1579 – Pesaro, 27 aprile 1659) è stato un pittore italiano attivo nel periodo Barocco, a Pesaro, Fano, Cagli, Venezia e Udine.

## Biografia

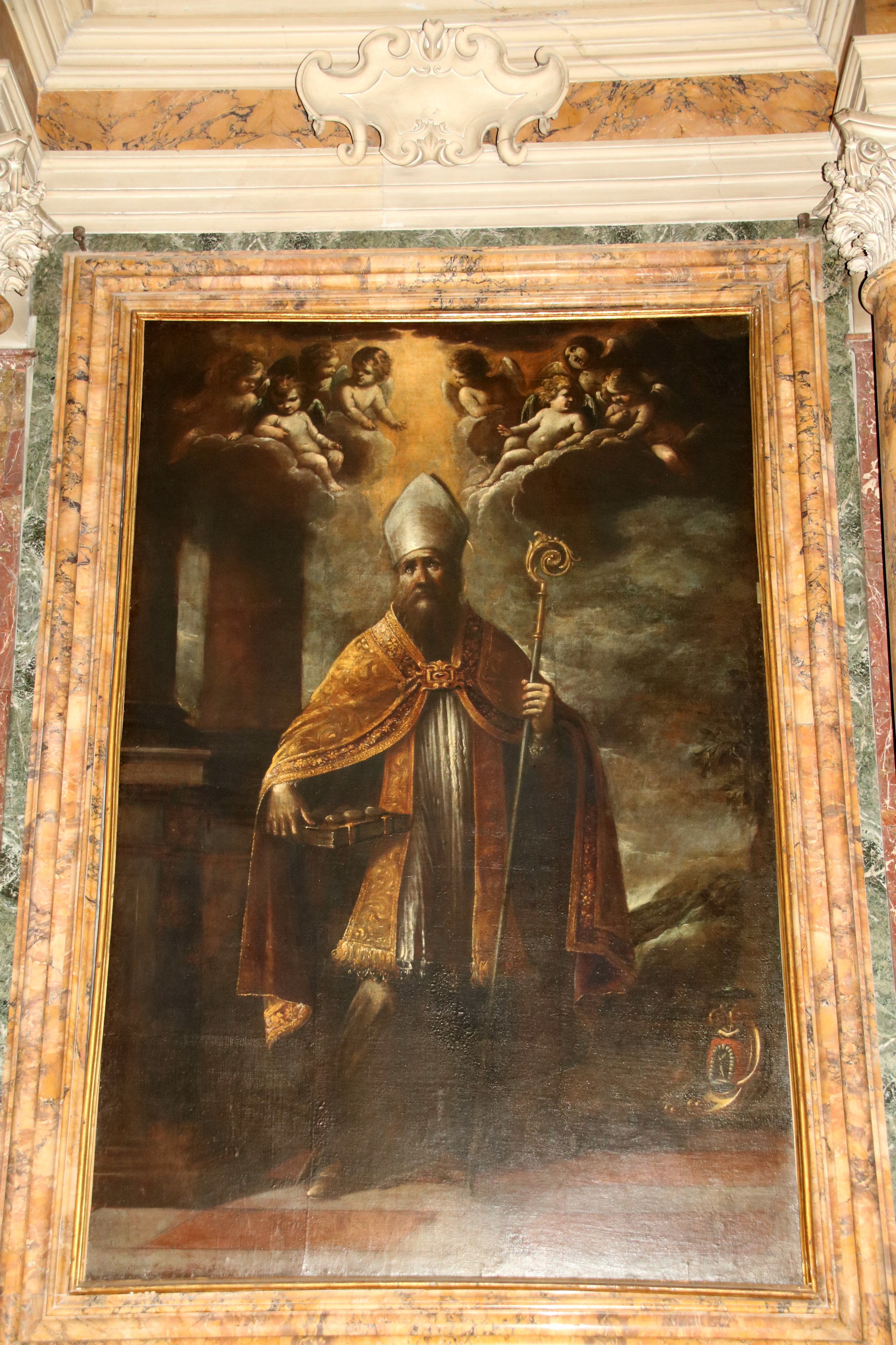
San Liborio, cattedrale di Cagli

È stato un allievo di Antonio Cimatori (detto Il Visaccio) di Urbino.
Tra le sue opere si ricordano San Liborio nella cattedrale di Cagli, il Martirio di un santo esposto al Museo di belle arti di Rennes, gli affreschi con la Vita di Sant'Agostino nel chiostro del monastero di Sant'Agostino a Fano i fregi della Chiesa della Beata Vergine del Carmine a Udine.